# Luca Turilli's Dreamquest
Luca Turilli's Dreamquest fue una banda de metal sinfónico/gótico creada por Luca Turilli (su tercer proyecto), uno de los creadores además de Rhapsody of Fire. Es una banda procedente de Italia nacida en el año 2006. En la música se aprecia una gran variedad de distintos pasajes musicales, ya sea desde pequeñas composiciones asiáticas, hasta rock-metal moderno, música electrónica, música de cine y pequeños toques de música comercial (Luca Turilli ha mencionado que sus influencias para este proyecto iban desde Rammstein hasta Madonna), convirtiendo este proyecto en una suma sinergética de distintos elementos inconexos a simple vista, pero llevados a cabo e interrelacionados a la perfección por su creador. Además, cuenta con arreglos orquestales muy contundentes y bien desarrollados, típicos de sus trabajos anteriores, pero esta vez, al igual que en su disco solista The Infinite Wonders of Creation, con mucho más contraste entre pasajes un tanto oscuros o sombríos de la orquestación, así como momentos de "misterio" y anacronismo como el principio fugado (o fughetta) y acertado de temas como "Gothic Vision" ( el cual refleja cierta inspiración mozartniana quizá de su conocido Réquiem), y la claridad y fuerza vocal de Myst/Bridget Fogle , la voz de la banda..

## Miembros
- Myst/Bridget Fogle - Voz
- Luca Turilli - Guitarra
- Dominique Leurquin - Guitarra
- Michael Rodenberg - Teclado
- Sascha Paeth - Bajo
- Robert Hunecke - Batería

## Lost Horizons
El disco fue editado en 2006 y es el único trabajo que tienen como proyecto. Contiene las canciones
1. Introspection
2. Virus
3. Dreamquest
4. Black Rose
5. Lost Horizons
6. Sospiro Divino
7. Shades Of Eternity
8. Energy
9. Frozen Star
10. Kyoto's Romance
11. Too Late
12. Dolphins Heart
13. Gothic Vision

"Virus" Single
1. "Virus" (Version Editada)
2. "Antivirus" (Remix)
3. "Too Late"
4. "Sospiro Divino"